# William Lebghil
William Lebghil (Villeneuve-Saint-Georges, 9 luglio 1990) è un attore e comico francese.
Conosciuto soprattutto per aver dato vita al personaggio di Slimane nella serie comica Soda, ha anche raccolto consensi nei ruoli secondari offerti dalle commedie Les Mythos (2010) e Les Nouvelles Aventures d'Aladin (2015).
Nel 2016 ha debuttato come protagonista con la commedia a basso budget La Fin'équipe, e l'anno successivo ha ulteriormente rafforzato la sua carriera, apparendo nella commedia sociale Due sotto il burqa, al fianco di Camélia Jordana, e nella commedia romantica Ami-ami, accanto a Margot Bancilhon. Nel 2018 ha condiviso il ruolo da protagonista nella commedia Il primo anno insieme a Vincent Lacoste.
Parallelamente, si è affermato come attore in ascesa partecipando ai cast delle commedie drammatiche corali C'est la vie - Prendila come viene (2017) e Amanti & tradimenti (2018).

## Biografia
Trascorre la maggior parte della sua infanzia a Servon, nella Senna e Marna. Frequenta la Scuola d'Arte Drammatica Jean Périmony, dove si diploma nel 2011.
Il suo debutto come attore avvenne nel 2010 nella web-serie Mes colocs, diretta da Riad Sattouf. Tuttavia, fu l'anno successivo a lanciarlo al grande pubblico, interpretando il migliore amico del protagonista nella serie Soda — trasmessa prima su M6 e poi su W9 — accanto a Kev Adams. Nell'intervallo, fece anche parte dei quattro personaggi principali della commedia potache Les Mythos, diretta da Denis Thybaud.

## Filmografia
- Les Mythos, regia di Denis Thybaud (2011)
- Jacky au royaume des filles, regia di Riad Sattouf (2013)
- The Fighters - Addestramento di vita (Les Combattants), regia di Thomas Cailley (2014)
- Les Souvenirs, regia di Jean-Paul Rouve (2014)
- Les Nouvelles aventures d'Aladin, regia di Arthur Benzaquen (2015)
- La Fine équipe, regia di Magaly Richard-Serrano (2016)
- C'est la vie - Prendila come viene (Le sens de la fête), regia di Olivier Nakache e Éric Toledano (2017)
- Due sotto il burqa (Cherchez la femme), regia di Sou Abadi (2017)
- Ami-ami, regia di Victor Saint Macary (2018)
- Il primo anno (Première année), regia di Thomas Lilti (2018)
- Amanti & tradimenti (Voyez comme on danse), regia di Michel Blanc (2018)
- Tutti pazzi per Yves (Yves), regia di Benoît Forgeard (2019)
- Debout sur la montagne, regia di Sébastien Betbeder (2019)
- La Pièce rapportée, regia di Antonin Peretjatko (2021)
- Fantasie (Les Fantasmes), regia di David e Stéphane Foenkinos (2021)
- Tout fout le camp, regia di Sébastien Betbeder (2022)
- Grand Paris, regia di Martin Jauvat (2022)
- Les Complices, regia di Cécilia Rouaud (2023)
- Hawaii, regia di Mélissa Drigeard (2023)
- Guida pratica per insegnanti (Un métier sérieux), regia di Thomas Lilti (2023)
- Ippocrate - Specializzandi in corsia (Hippocrate) – serie TV, 6 episodi (2024)

## Doppiatori italiani
- Gianluca Crisafi in The Fighters - Addestramento di vita, Due sotto il burqa, Il primo anno
- Nanni Baldini in Les souvenirs
- Marco Giansante in C'est la vie - Prendila come viene
- Simone Crisari in Guida pratica per insegnanti

## Riconoscimenti
- César 2017: preselezione al premio César per la migliore promessa maschile per La fine équipe[3]
- César 2019: nomination al premio César per la migliore promessa maschile per Il primo anno (Première Année)[4]
- Alpe d'Huez International Comedy Film Festival 2023: premio al miglior attore per Les Complices[5]